# 鸚南鰍
鸚南鰍（學名：Schistura psittacula）為輻鰭魚綱鯉形目條鰍科南鰍屬的其中一種。分布於亞洲越南金勞河與邊海河流域，體長可達6.4公分，棲息在水流湍急、礫石底質河川底層水域，生活習性不明。

## 扩展阅读
維基物種上的相關：鸚南鰍